# Misantropiae Floris
Misanthropiae Floris – album polskiej grupy muzycznej Profanum utrzymany w stylistyce muzyki ambient. Wydawnictwo ukazało się 3 maja 2002 roku nakładem wytwórni muzycznej Pagan Records.

## Lista utworów
Opracowano na podstawie materiału źródłowego.
1. "Overture: The Enigmatic House of Sir Knott" - 07:39
2. "Tears of Chors" - 07:17
3. "Gates of Armageddon" - 04:24
4. "Into The Beginning of Eternal Wisdom" - 03:13
5. "The Gathering of Funeral Gods" - 05:09
6. "Unspoken Name of God" - 04:36
7. "Under Black Wings of Emperor" - 04:55
8. "666" - 04:57